# Sceloenopla maronica
Sceloenopla maronica es una especie de insecto coleóptero de la familia Chrysomelidae. Fue descrita científicamente en 1940 por Uhmann.